# ایده‌آل کسری

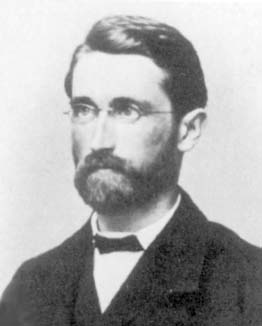
ایده‌آل کسری

در ریاضیات، به‌خصوص در جبر جابه‌جایی، مفهوم ایده‌آل کسری (به انگلیسی: Fractional Ideal)، در بستر حوزه‌های صحیح معرفی شده و به‌خصوص در مطالعه حوزه‌های ددکیند نقش به‌سزایی دارد. از جهاتی، ایده‌آل‌های کسری از یک حوزه صحیح، همچون ایده‌آل‌های مخرج‌دار هستند. هرگاه هردوی ایده‌آل‌های کسری و ایده‌آل‌های معمولی حلقه‌ها به‌طور همزمان مورد بحث قرار می‌گیرند، جهت رفع ابهام و شفاف‌سازی از ایده‌آل‌های اخیر به 'ایده‌آل‌های صحیح یاد می‌شود.